# Thorsten Bolzek
Thorsten Bolzek (* 7. Juli 1968 in Berlin) ist ein ehemaliger deutscher Fußballspieler.

## Karriere
Bolzek spielte mit dem VfL Bochum ein Jahr in der Bundesliga. Sein Profidebüt gab er am Auftaktspieltag der Saison 1988/89, als er im Spiel bei den Stuttgarter Kickers ab der 82. Minute Uwe Leifeld ersetzte und eine Minute vor Spielende den 2:1-Siegtreffer der Bochumer erzielte. Bei seinen 22 Einsätzen war er nur einmal über 90 Minuten dabei, bei den anderen wurde er ein- bzw. ausgewechselt. Zur Saison 1989/90 wechselte er in die 2. Bundesliga zu Fortuna Köln. Bei der Fortuna gehörte er zum Stammpersonal und wurde in 32 Partien eingesetzt, in denen er 15 Tore erzielte. Damit war er vor Andreas Brandts erfolgreichster Torschütze seines Teams. Nach einem weiteren Jahr trennten sich die Wege.